# Biesdorf (Berlino)

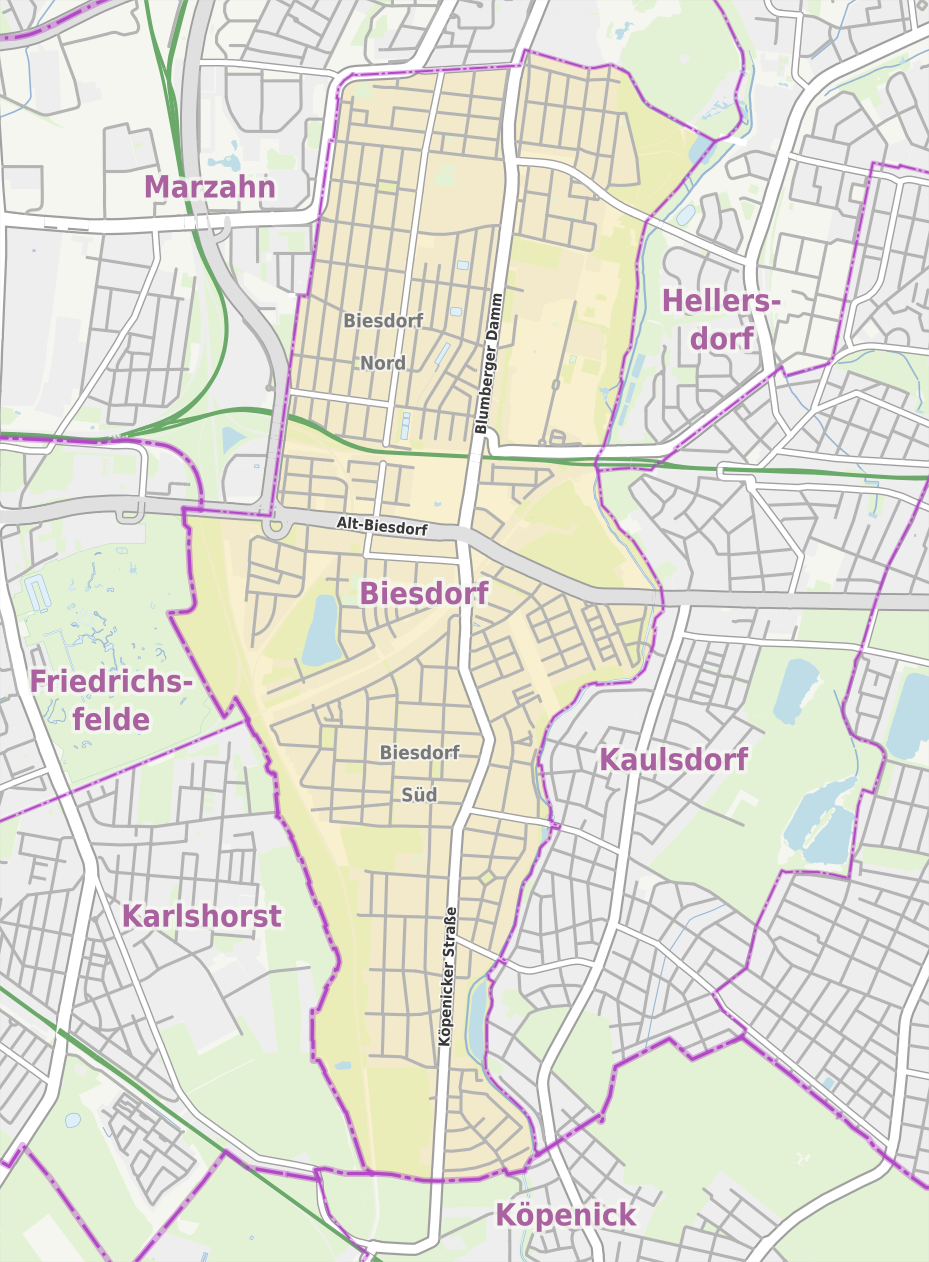
Mappa del quartiere

Biesdorf è un quartiere (Ortsteil) di Berlino, appartenente al distretto (Bezirk) di Marzahn-Hellersdorf.

## Posizione
Biesdorf si trova nella zona orientale della città.
Procedendo da nord in senso orario, confina con i quartieri di Marzahn, Hellersdorf, Kaulsdorf, Köpenick, Karlshorst e Friedrichsfelde.